# Juana Banana
Juana Banana es una película de comedia dramática argentina dirigida por Matías Szulanski.
La película tuvo su estreno mundial en la sección oficial (competencia argentina) de la 37.ª edición del Festival Internacional de Cine de Mar del Plata.

## Sinopsis
Unos días en la vida de una joven que se enfrenta a sus decepciones y pequeñas tragedias mientras intenta encontrar su lugar en el mundo.

## Reparto
- Sofía Gorski como Paula
- Melisa Marzioni como Maquilladora
- Jenni Merla como Laura
- Julieta Raponi como Juana
- Franco Sintoff como Damián
- Matías Szulanski como Esteban
- Steeven Saint Preux como Philip